# Mauricio Ferradas
Mauricio Ferradas (n. 5 de noviembre de 1979; Junín, Argentina) es un jugador de fútbol argentino que se desempeña como delantero. Se inició en las divisiones inferiores de Sarmiento de Junín, debutando en Primera B en 1997. Se retiró en el mismo club en 2015, en Primera División. También jugó en Almagro, Platense, Racing, Gimnasia y Esgrima de Jujuy, Deportivo Cuenca de Ecuador e Independiente Rivadavia de Mendoza. Actualmente regresó al fútbol para jugar en el Argentino Rojas

## Clubes
| Club                        | País      | Año           |
| --------------------------- | --------- | ------------- |
| C.A. Sarmiento              | Argentina | 1997-1999     |
| C.A. Almagro                | Argentina | 1999-2000     |
| C.A. Sarmiento              | Argentina | 2000-2006     |
| C.A. Platense               | Argentina | 2006-2007     |
| Racing Club                 | Argentina | 2007          |
| Gimnasia y Esgrima de Jujuy | Argentina | 2007          |
| Deportivo Cuenca            | Ecuador   | 2008          |
| Independiente Rivadavia     | Argentina | 2009-2013     |
| C. A. Sarmiento             | Argentina | 2013-2015     |
| C. S. D. Ascensión          | Argentina | 2015 - 2017   |
| C. A. Argentino Rojas       | Argentina | 2017 - Actual |

- Datos: Q6793604